# زبان‌های قفقازی شمال غربی
زبان‌های قفقازی شمال غربی یک گروه زبانی رایج در قفقاز و آسیای کوچک است. این گروه به خانواده زبان‌های قفقازی شمالی تعلق دارد. زبان‌های چرکسی با دو گونه کاباردی و آدیغی، زبان آبخازی و زبان آبازا و نیز زبان مرده اوبیخی در این گروه قرار دارند. این گروه زبانی را گاهی گروه زبانی چرکسی هم گفته‌اند. قریب به دو میلیون گویشور به زبان‌های این گروه در سراسر جهان تکلم می‌کنند.